# Mercus-Garrabet
Mercus-Garrabet é uma comuna francesa na região administrativa de Occitânia, no departamento de Ariège.